# Boatin
Boatin o Boitine es una reserva de la biosfera de Bulgaria, declarada en el año 1977. Forma parte del parque nacional de los Balcanes Centrales, con sede en Gabrovo. Se encuentra por debajo del pico de Baba (2.071 m s. n. m., en el término del pueblo de Cherni Vit. Esta reserva de la biosfera está actualmente bajo revisión.
Su extensión total son 1.597,2 hectáreas, todas de Zona Núcleo. La altitud de esta reserva es de 800 a 2.000 m s. n. m. Su principal ecosistema es mixto de montañas y tierras altas. Destaca por su bosque primario de hayas, con ejemplares de alrededor de 120-180 años, pero también, a más altitud, pueden encontrarse coníferas como las piceas. En los claros del bosque pueden encontrarse prados.
La fauna es típica de esta media montaña templada, con osos pardos, ciervos, corzos, jabalíes y gatos monteses. 